# Musée des Chasseurs à pied
Le musée des Chasseurs à pied est situé dans la caserne Caporal Trésignies à Charleroi.

## Histoire du bâtiment
Le nom de « Trésignies » lui fut donné en mémoire du caporal Léon Trésignies, un héros belge de la Première Guerre mondiale, milicien du 2e régiment de Chasseurs à Pied, tué lors d'une contre-offensive de l'armée belge au Pont brûlé à Vilvorde.